# Молфзе
Молфзе (њем. Molfsee) општина је у њемачкој савезној држави Шлезвиг-Холштајн. Једно је од 165 општинских средишта округа Рендсбург. Према процјени из 2010. у општини је живјело 4.770 становника. Посједује регионалну шифру (AGS) 1058107.

## Географски и демографски подаци
Молфзе се налази у савезној држави Шлезвиг-Холштајн у округу Рендсбург. Општина се налази на надморској висини од 24 метра. Површина општине износи 7,2 km². У самом мјесту је, према процјени из 2010. године, живјело 4.770 становника. Просјечна густина становништва износи 665 становника/km².